# Ле Крезо
Ле Крезо (фр. Le Creusot) град је у Француској, у департману Саона и Лоара.
По подацима из 1999. године број становника у месту је био 26.283.

## Демографија
| 1962.  | 1968.  | 1975.  | 1982.  | 1990.  | 1999.  | 2011.  |
| ------ | ------ | ------ | ------ | ------ | ------ | ------ |
| 33.737 | 34.102 | 33.366 | 32.149 | 28.909 | 26.283 | 22.620 |

## Партнерски градови
- Блискастел
- Бор